# Disturbo bipolare
I disturbi dello spettro bipolare, ovvero i quadri clinici un tempo indicati col termine generico di "psicosi maniaco-depressiva", consistono in sindromi di interesse psichiatrico sostanzialmente caratterizzate da un'alternanza fra le due condizioni contro-polari dell'attività psichica, il suo eccitamento (la cosiddetta mania) e al rovescio la sua inibizione, ovvero la "depressione", unita a nevrosi o a disturbi del pensiero. La diagnosi differenziale è principalmente con i disturbi di personalità, il disturbo schizoaffettivo, la depressione maggiore unipolare e cause organiche come la demenza frontotemporale (se i sintomi compaiono la prima volta dopo i 50 anni).
La disregolazione funzionale si traduce nello sviluppo di alterazioni dell'equilibrio timico (disturbi dell'umore), dei processi ideativi (alterazioni della forma e del contenuto del pensiero), della motricità e dell'iniziativa comportamentale, nonché in manifestazioni neurovegetative (anomalie dei livelli di energia, dell'appetito, del desiderio sessuale, del ciclo-ritmo sonno-veglia).
Nel DSM-IV, i disturbi bipolari comprendono il Disturbo bipolare di I tipo, il Disturbo bipolare di II tipo, il Disturbo ciclotimico e la categoria, residua, del Disturbo bipolare non altrimenti specificato.

## Storia
(Areteo di Cappadocia)

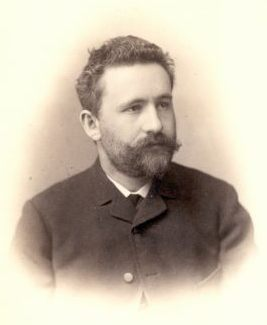
Lo psichiatra tedesco Emil Kraepelin; fece per primo la distinzione tra malattia maniaco-depressiva e "demenza precoce" (ora nota come schizofrenia) nel tardo XIX secolo.

Le brusche variazioni dell'umore e delle emozioni sono state osservate come parte della vita umana da tempi immemorabili. La parola "malinconia" e "mania" hanno le loro etimologie nella lingua greca antica. La parola malinconia deriva da μέλας (mélas), che significa "nero", e χολή (cholé) che significa "bile" o "fiele", ad indicare le origini del termine nelle teorie umorali ippocratiche. Secondo le teorie umorali, la mania derivava o da un eccesso di bile gialla, o da una miscela di bile nera e bile gialla. L'origine linguistica di "mania", tuttavia, non è chiara. Diverse etimologie sono proposte dal medico romano Celio Aureliano, tra cui il termine greco μανία (mania), che significa "grande angoscia mentale", e manos che significa "rilassato", che contestualmente approssimano il concetto di un eccessivo rilassamento della mente o dell'anima.
La concettualizzazione della malattia maniaco-depressiva può essere fatta risalire alla metà del XIX secolo: il 31 gennaio 1854, Jules Baillarger descrisse all'Accademia Imperiale francese di medicina una malattia mentale che causa oscillazioni bifasiche ricorrenti tra mania e depressione, che esso definì folie à double forme (follia a doppia forma). Due settimane più tardi, il 14 febbraio 1854, Jean-Pierre Falret presentò una relazione alla stessa Accademia sulla stessa condizione, per cui coniò il termine folie circulaire (follia circolare).
Questi studi furono successivamente sviluppati dallo psichiatra tedesco Emil Kraepelin (1856-1926), il quale, usando il concetto di Karl Ludwig Kahlbaum di ciclotimia, suddivise i pazienti in categorie e studiò il corso naturale della malattia negli individui non trattati. Introdusse il termine di psicosi maniaco-depressiva, dopo aver constatato che i periodi di malattia acuta, maniacali o depressivi, venivano generalmente intervallati da periodi relativamente privi di sintomi, periodi in cui il paziente era in grado di vivere normalmente.
Il termine "psicosi maniaco-depressiva'" apparve nel 1952, nel primo Manuale diagnostico e statistico dei disturbi mentali della American psychiatric association, sotto l'influenza delle teorie di Adolf Meyer, che sosteneva che la malattia fosse una reazione di fattori biogenetici alle influenze psicologiche e sociali. La sottoclassificazione del disturbo è stata proposta dallo psichiatra tedesco Karl Leonhard nel 1957, che fu anche il primo ad introdurre il termine bipolare (per quelli con episodi maniacali) e unipolare (per quelli con episodi esclusivamente depressivi).

## Epidemiologia
no dati
     < 180
     180–186
     186–190
     190–195
     195–200
     200–205
     205–210
     210–215
     215–220
     220–225
     225–230
     230–235

DALY per il disturbo bipolare per 100000 individui nel 2002.
no dati
< 180
180–186
186–190
190–195
195–200
200–205
205–210
210–215
215–220
220–225
225–230
230–235

L'incidenza di tali disturbi è dell'1,2% nel sesso maschile, nel sesso femminile dell'1,8%; durante il corso della vita si arriva al 2%. Per quanto riguarda le forme si osserva che nella forma I l'incidenza è pressoché pari fra i due sessi, nella forma II il maggiore impatto è sul sesso femminile; invece non vi è alcuna differenza in rapporto alle culture e ai gruppi etnici. Il disturbo ciclotimico ha un'incidenza più bassa (0,4-1%).
La tarda adolescenza e la giovinezza sono anni di picco per l'insorgenza del disturbo bipolare, con un esordio maggiore intorno ai 18 anni (per il disturbo ciclotimico 15-20 anni). Dall'inizio del XXI secolo sono aumentati i casi che riguardano l'età infantile. Uno studio ha anche riscontrato che nel 10% dei casi di disturbo bipolare, l'inizio della condizione era avvenuto dopo i 50 anni d'età.
Vi sono limitazioni concettuali e metodologiche per una corretta analisi epidemiologica dei risultati. Studi di prevalenza del disturbo bipolare vengono solitamente svolti da personale non medico che segue schemi di intervista fissi e strutturati, così che le risposte alle domande possono accusare una validità limitata. Inoltre, i tassi di diagnosi e prevalenza dipendono dal tipo di approccio tenuto. Sono stati spesso sollevati dubbi circa la possibilità sia di sottodiagnosi che di sovradiagnosi.

## Clinica
Il disturbo bipolare si caratterizza per lo sviluppo di alterazioni periodiche del livello di attivazione psichica, episodi talora intervallati da periodi asintomatici (eutimia, normotimia o normoforìa), talvolta inquadrati in specifici intervalli di tempo (come accade nel Disordine affettivo stagionale), tra l'altro capaci di cronicizzare in fasi protratte con deterioramento delle condizioni dell'individuo, che va incontro ad un inesorabile scadimento.
In realtà, la sintomatologia affettiva non è la manifestazione più evidente, invece lo sono le conseguenze comportamentali, fra l'altro più facilmente obiettivabili e - da un punto di vista operativo - più utili ai fini diagnostici.

### Episodio maniacale
Nell'episodio maniacale è possibile individuare tre fasi: una d'esordio, una di stato e una di risoluzione. Tra i fattori di rischio di sviluppo dell'eccitamento maniacale nei soggetti vulnerabili vi sono la riduzione del tempo di sonno, l'uso di farmaci (antidepressivi, glucocorticoidi), l'abuso di sostanze psicostimolanti (il caffè, le anfetamine, la cocaina, etc.).
Solitamente, la fase d'esordio dell'episodio maniacale è più repentina rispetto a quella della depressione: alcune volte la mania è annunciata da sintomi prodromici, ad es. risvegli precoci associati a senso di benessere, di incremento delle energie e di rinnovato ottimismo, che insistono per 3 o 4 giorni, determinando solitamente un incremento della produttività ed un miglioramento delle performance più in generale, altre volte si assiste ad un viraggio dell'umore, fenomeno noto come switch espansivo, che consiste nell'improvviso transito dall'eutimia (o dalla depressione) alla fase di stato della mania, che può avvenire in poche ore, non di rado dopo una notte insonne.
La fase di stato della mania ha una durata mediamente inferiore a quella dell'episodio depressivo e si aggira sui 4-6 mesi. Ad essa segue la fase di risoluzione, in genere piuttosto rapida (giorni, settimane), cui può far seguito un periodo di eutimia, una nuova fase depressiva, oppure ancora un episodio misto.
Colto nella sua fase di stato, l'episodio maniacale è definito dal DSM-IV-TR come:
A. Un periodo definito di umore anormalmente e persistentemente elevato, espansivo od irritabile, della durata di almeno una settimana (o di qualsiasi durata se è necessaria l'ospedalizzazione).
B. Durante il periodo di alterazione dell'umore, tre (o più) dei seguenti sintomi sono stati persistenti e presenti a un livello significativo (quattro se l'umore è solo irritabile):
1. Autostima ipertrofica o grandiosità;
2. Diminuito bisogno di sonno (ad es. si sente riposato dopo solo 3 ore di sonno);
3. Maggiore loquacità del solito, continua spinta a parlare;
4. Fuga delle idee o esperienza soggettiva che i pensieri si succedano rapidamente;
5. Distraibilità (l'attenzione è facilmente deviata da stimoli esterni non importanti o non pertinenti);
6. Aumento dell'attività finalizzata (sociale, lavorativa, scolastica o sessuale) o agitazione psicomotoria;
7. Coinvolgimento in attività ludiche che hanno un alto potenziale di danno (per es., eccessi nel comprare, comportamento sessuale sconveniente, investimenti in affari avventati).

C. I sintomi non soddisfano i criteri per l'episodio misto.
D. L'alterazione dell'umore è tale da compromettere il funzionamento lavorativo o delle attività sociali abituali o delle relazioni interpersonali o da richiedere l'ospedalizzazione per prevenire danni a sé o agli altri, oppure sono presenti manifestazioni psicotiche.
E. I sintomi non sono dovuti agli effetti fisiologici diretti di una sostanza (per es., una droga di abuso, un farmaco o altro trattamento) o di una condizione medica generale (per es., ipertiroidismo).
Nota: Episodi simil-maniacali chiaramente indotti da un trattamento somatico antidepressivo (per es., farmaci, terapia elettroconvulsivante, light therapy) non dovrebbero essere considerati per una diagnosi di Disturbo Bipolare I.
La mania è dunque una sindrome di eccitamento psicoaffettivo endogeno, ovvero a genesi autoctona, caratterizzata dall'esaltazione morbosa, pervasiva, protratta ed altrimenti ingiustificata, di sentimenti vitali ed emozioni, nonché delle pulsioni istintive. Un tale stato di relazione patologica si associa tipicamente ad un senso di autostima ipertrofica, di ottimismo e di facilità nel perseguimento dei propri obiettivi, che sottendono sentimenti di sicurezza e di potenza, spesso ostentati.

#### Labilità emotiva
Tuttavia, piuttosto che dall'euforia, l'umore espanso è contraddistinto da un aspecifico ampliamento della risonanza affettiva e dalla labilità emotiva, ovvero da una sostanziale instabilità dell'umore. Nell'episodio maniacale sono tutt'altro che rare le oscillazioni contropolari: il paziente, adesso ludico, gioioso, può rapidamente scivolare verso un cupo pessimismo, per poi tornare altrettanto repentinamente alla più smodata ilarità. Inoltre, benché tendenzialmente socievole e comunicativo, qualora contrastato può facilmente divenire polemico, irascibile, aggressivo o addirittura violento. L'aspetto peculiare della labilità emotiva maniacale è ben inquadrato dalla frase di Schule, il quale affermava come nulla fosse durevole in mania se non la trasformazione.

#### Tachipsichismo
Caratteristica dell'episodio maniacale è inoltre l'accelerazione del flusso ideativo (tachipsichismo), che è il prodotto di una facilitazione dei processi associativi. D'altro canto, se a un livello moderato di eccitamento le associazioni rispettano i principi elementari della logica, in un momento di gravità successivo si può riscontrare il cosiddetto allentamento dei nessi associativi: i collegamenti tra le idee tendono a farsi più superficiali, magari realizzandosi per rima o per somiglianza fonetica. Nelle forme più severe accelerazione ideativa ed allentamento dei nessi associativi possono giungere a configurare la cosiddetta "fuga delle idee" (o pensiero fuggente), in cui si assiste allo smarrimento della tendenza determinante del flusso ideico, ovvero alla perdita della direzionalità. Nei gradi estremi di fuga delle idee si perde ogni residuo legame di concatenazione, ciò che configura il cosiddetto "pensiero scucito" e che esita nella peculiare "insalata di parole".
Nelle forme più gravi di mania è frequente il rilievo di una riduzione della capacità attentiva: il focus si sposta continuamente ed è spesso catturato da stimoli secondari o irrilevanti rispetto agli obiettivi prefissati. Di fatto, questa marcata distraibilità costituisce motivo di profonda perturbazione di ogni attività finalizzata.

#### Mania delirante
La ricca produzione ideativa del paziente maniacale, talora spinta sino all'ideorrea, converge su alcuni contenuti ad impronta espansiva: frequenti sono i progetti vanagloriosi, i temi di grandezza, la millanteria, la fabulazione ludico-fantastica. In alcuni casi i temi di grandezza assumono intensità delirante. Abbiamo allora:
- i deliri di ambizione (il paziente ritiene di possedere notevoli qualità psichiche o fisiche);
- i deliri di riforma (il paziente crede di poter rivoluzionare l'assetto sociopolitico o religioso vigente);
- i deliri inventori (il paziente si attribuisce invenzioni o scoperte geniali);
- i deliri genealogici (il paziente è convinto di discendere da una genealogia illustre);
- i deliri di potenza (si identifica con personaggi influenti);
- i deliri megalomanici (il paziente è convinto di possedere poteri psicofisici straordinari, giungendo talora a ritenersi immortale);
- i deliri mistico-religiosi (il paziente godrebbe di un contatto privilegiato col divino);
- i deliri di enormità (il paziente crede di avere un corpo immenso, immortale e totipotente, che spesso colloca al centro dell'universo);
- i deliri d'amore ovvero l'erotomania di Esquirol o sindrome dell'amante immaginario di De Clérembault (il paziente è convinto di essere amato da una persona in realtà ignara);
- i deliri di infedeltà (impropriamente definiti deliri di gelosia), ovvero il convincimento infondato di essere traditi dal partner (a questa conclusione, che se nella sostanza può anche coincidere col vero, il paziente giunge in maniera paralogica e in assenza di prove incontrovertibili).

La mania si manifesta anche sul piano volitivo e motivazionale, caratterizzandosi per un marcato incremento dell'iniziativa, ovvero un'esasperata spinta verso l'azione. In effetti, se l'inibizione rappresenta l'esito comportamentale caratteristico della depressione, nella mania, controparte speculare, la diagnosi è sovente resa possibile dalle manifestazioni di disinibizione e attivazione comportamentale.

#### Sindrome da eccitamento psicomotorio
La sindrome di eccitamento coinvolge caratteristicamente anche la sfera motoria: il paziente in stato maniacale mostra una mimica e una gestualità accentuate, iperespressive, teatrali, associate a una motricità vivace e accelerata, che può oscillare fra la semplice irrequietezza motoria e l'agitazione franca. L'eloquio, rapido e sostenuto, è spesso interrotto da esclamazioni, turpiloquio, giochi di parole e audaci battute di spirito. L'incrementata pressione del linguaggio ("spinta a parlare"), che si manifesta con loquacità, prolissità, logorrea, può spingersi fino a configurare il cosiddetto "fiume di parole". In tali circostanze il paziente tende a scivolare di digressione in digressione in una progressiva rotta di deriva.
La festinazione ideo-verbo-motoria si inserisce in una più generica tendenza all'iperattività. Questa, se non esasperata, può di fatto condurre a un aumento della produttività e delle performance ma, quando troppo accentuata, implica una progressiva disorganizzazione del comportamento, fino a concludere nel cosiddetto affaccendamento afinalistico.
Tra le manifestazioni comportamentali osservabili nella mania abbiamo inoltre l'incremento della progettualità, il coinvolgimento in attività ad alto tenore di rischio, associato a sottovalutazione delle possibili conseguenze negative, la prodigalità, ovvero la tendenza ad effettuare spese inutili o eccessive, l'abuso di sedativi e psicostimolanti, l'aggressività verbale e/o fisica, che può sfociare nelle crisi clastiche o pantoclastiche del furore maniacale, come la violenza eterodiretta, l'intrusività e altri comportamenti inadeguati nelle relazioni interpersonali: il paziente tende infatti a divenire inopportuno e privo di ritegno, mostrandosi disinibito, volgare e talora sessualmente promiscuo.
Sul piano somatico e neurovegetativo sono caratteristici il senso di benessere fisico, la ridotta sensibilità al caldo e al freddo, agli stimoli dolorosi, l'aumento dei livelli di energia, che si riflette in un'apparente instancabilità, il ridotto bisogno di sonno, che può spingersi fino all'insonnia totale, l'accentuazione della libido, fino alla "satiriasi" nel maschio e alla "ninfomania" nella femmina.
Carlson & Goodwin (1973) hanno proposto di dividere il periodo di stato maniacale in tre stadi a gravità crescente:
- lo stadio I è fondamentalmente caratterizzato dall'euforia e dall'iperattività;
- lo stadio II è dominato da labilità emotiva, agitazione psicomotoria e deliri.
- lo stadio III è caratterizzato da disorganizzazione psichica e da bizzarrie comportamentali.

Tali stadi sono talora osservabili durante il decorso di un singolo episodio maniacale; purtroppo, la transizione dall'una all'altra fase avviene in tempi variabili da caso a caso e in molti casi rimane misconosciuta fino alle forme più eclatanti.

### Episodio misto
Riportiamo di seguito i criteri diagnostici DSM-IV-TR per l'episodio misto:
A. Risultano soddisfatti i criteri sia per l'episodio maniacale che per l'episodio depressivo maggiore (eccetto per la durata), quasi ogni giorno, per almeno 1 settimana.
B. L'alterazione dell'umore è tale da causare una marcata compromissione del funzionamento lavorativo o delle attività sociali abituali o delle relazioni interpersonali, o da richiedere l'ospedalizzazione per prevenire danni a sé o agli altri, oppure sono presenti manifestazioni psicotiche.
C. I sintomi non sono dovuti agli effetti fisiologici diretti di una sostanza (per es., un abuso di droga, un farmaco o un altro trattamento), o di una condizione medica generale (per es., ipertiroidismo).
Si noti che gli episodi simil-misti indotti da un trattamento somatico antidepressivo (per es., farmaci, terapia elettroconvulsivante, light therapy) non dovrebbero essere considerati per formulare una diagnosi di "disturbo bipolare I".
La definizione del DSM-IV-TR – che descrive l'episodio misto come uno stato affettivo morboso generato dalla perfetta commistione di sintomi eccitativi (es. i disturbi deliranti del pensiero associati a sintomi depressivi oppure umore espanso e assenza di pensieri deliranti) – è riduttiva e conduce a una sottostima della condizione. In realtà gli stati misti costituirebbero l'espressione centrale del Disturbo Bipolare, essendo la più comune forma di presentazione della malattia (e che reca le peggiori implicazioni prognostico-terapeutiche). È pertanto opportuno fornire una descrizione più realistica della condizione, che si caratterizza piuttosto per il disarmonico accoppiamento di eccitamento e inibizione a carico di umore, ideazione e (psico) motricità, ovvero da un diverso livello di attivazione (e di polarità opposta) per le succitate funzioni psichiche. Il SNC non è dunque globalmente in uno stato di contemporanea sovrastimolazione e depressione – peraltro difficile da concepire – bensì in una condizione di inconciliabilità del livello di attivazione delle diverse strutture nervose che si suppone sottendano specifiche funzioni psichiche.
Alcuni pazienti maniaco-depressivi mostrano ricadute affettive esclusivamente del tipo misto, cioè soggetti nei quali non vengono mai a realizzarsi i quadri di mania euforica e di depressione melanconica tipici. Secondo alcuni autori questi soggetti rappresenterebbero in realtà la maggior parte dei pazienti maniaco-depressivi. L'insorgenza degli stati misti, in alcuni casi spontanea, è favorita dall'abuso di sedativi (alcool, benzodiazepine, barbiturici) e psicostimolanti (cocaina, amfetamine). Nella pratica clinica può costituire l'esito indesiderato di una terapia antidepressiva. Esso rappresenta la condizione psicopatologica a più alto rischio suicidario; è stato stimato che la maggior parte dei tentativi di suicidio venga attuata durante le fasi miste piuttosto che nel contesto di un episodio depressivo; in esso l'inibizione ideativa e psicomotoria sono di solito tali da frenare qualsiasi tipo di iniziativa, per quanto virtualmente desiderata. Pertanto sono particolarmente a rischio quegli stati misti caratterizzati da depressione dell'umore associata a disinibizione psicomotoria. È in queste condizioni, spesso associate a ideazione delirante, che possono essere progettati e realizzati i cosiddetti “suicidi allargati”, ovvero estesi a familiari e talora effettuati con intento salvifico.
Stati misti transitori sono facilmente osservabili nelle fasi di transizione tra episodi maniacali e depressivi puri o viceversa, in quanto il cambio delle funzioni psichiche coinvolte può verificarsi in scostamento di fase. Si tratta spesso di condizioni a elevata instabilità, caratterizzate da rapide oscillazioni dell'umore, in cui si alternano euforia, disforia, ansia terrifica e depressione, fino alla paralisi emotiva (perplessità), a fluttuazioni di energia e iniziativa (psicomotricità), prima nel senso dell'inibizione e fino all'arresto motorio, poi verso la disinibizione della sfera istintivo-pulsionale e motoria, con irrequietezza, eccitamento o agitazione psicomotoria, infine oscillazioni della produttività del pensiero tra l'affollamento ideico (ideorrea), la fuga delle idee e la paralisi ideativa (stupor). In tali circostanze non è insolito lo sviluppo di una fenomenica psicotica (deliri, allucinazioni) o sintomi fisici di tipo ansioso come balbuzie, come accade anche nella fase depressiva grave. A questo proposito è stato stimato che le forme psicotiche possano rappresentare anche il 50% degli stati misti e che non di rado vadano incontro alla cronicizzazione, quando per stati misti cronici si intendono forme “cristallizzate” con durata di almeno 2 anni. È bene sottolineare che questi quadri pongono spinosi problemi di diagnosi differenziale con i disturbi dello spettro schizofrenico.

### Episodio ipomaniacale
Secondo il DSM-IV-TR, l'episodio ipomaniacale è definito come:
A. Un periodo definito di umore persistentemente elevato, espansivo o irritabile, che dura ininterrottamente per almeno 4 giorni, e che è chiaramente diverso dall'umore non depresso abituale.
B. Durante il periodo di alterazione dell'umore tre (o più) dei seguenti sintomi sono stati persistenti e presenti ad un livello significativo (4 se l'umore è solo irritabile):
1) autostima ipertrofica o grandiosa
2) diminuito bisogno di sonno (per es., sentirsi riposato dopo solo 3 ore di sonno)
3) maggiore loquacità del solito, oppure continua spinta a parlare
4) fuga delle idee o esperienza soggettiva che i pensieri si succedano rapidamente
5) distraibilità (cioè l'attenzione è facilmente deviata da stimoli esterni non importanti o non pertinenti)
6) aumento dell'attività finalizzata (sociale, lavorativa, scolastica o sessuale), oppure agitazione psicomotoria
7) eccessivo coinvolgimento in attività ludiche che hanno un alto potenziale di conseguenze dannose (per es., eccessi nel comprare, comportamento sessuale sconveniente, investimenti in affari avventati)
C. L'episodio si associa ad un chiaro cambiamento nel modo di agire, che non è caratteristico della persona quando è asintomatica.
D. L'alterazione dell'umore e il cambiamento nel modo di agire sono osservabili dagli altri.
E. L'episodio non è abbastanza grave da provocare una marcata compromissione in ambito lavorativo o sociale, o da richiedere l'ospedalizzazione, e non sono presenti manifestazioni psicotiche.
F. I sintomi non sono dovuti all'azione fisiologica diretta di una sostanza (per es., abuso di una droga, un farmaco o un altro trattamento), o ad una condizione medica generale (per es., ipotiroidismo).
Nota: episodi simil-ipomaniacali chiaramente indotti da un trattamento somatico antidepressivo (per es., farmaci, terapia elettroconvulsivante, light therapy), non dovrebbero essere considerati per la diagnosi di "disturbo bipolare II".
L'episodio ipomaniacale non dovrebbe essere confuso con gli intervalli liberi, ovvero con le giornate di eutimia che seguono la risoluzione di un episodio depressivo maggiore.
La discriminazione tra mania ed ipomania codificata dal DSM-IV è in realtà alquanto artificiosa poiché si basa su mal quantificabili criteri di gravità e di durata: affinché si possa diagnosticare un'“ipomania”, è ad es. necessario che la condizione si protragga per almeno 4 giorni, ciò che esclude tutti quegli episodi ipomaniacali (documentati) di durata compresa tra 1 e 3 giorni, conducendo inevitabilmente ad una sottostima del fenomeno. Per la mania è invece necessaria una durata pari ad almeno una settimana, sempre che la gravità della condizione non sia tale da richiedere l'ospedalizzazione, nel qual caso è sufficiente una durata inferiore. È evidente che si tratta di una soglia diagnostica convenzionale piuttosto arbitraria. Un siffatto “cut-off” sarà scarsamente attendibile in quanto risente inevitabilmente della sensibilità del clinico, del livello intellettivo e della personalità premorbosa del paziente, del supporto familiare, dell'influsso socio-culturale, sempre più difficile da valutare in una popolazione multietnica.
Se è vero che la polarità espansiva è piuttosto sfumata, d'altro canto la sintomatologia depressiva può essere altrettanto intensa rispetto al I tipo, per cui sono frequenti tematiche autolesive, ideazione suicidaria e tentativi di suicidio. I pazienti bipolari di tipo II mostrano sovente una vena artistica ed inclinazioni creative. Sono personaggi eccentrici tendenti a condurre una vita “tempestosa” e talora ad assumere comportamenti socialmente indesiderati. Rispetto al I tipo, le ripercussioni affettive, sociali e lavorative sono generalmente di minor rilievo: tendenzialmente negative qualora prevalgano impulsività ed irritabilità, addirittura positive, specialmente per quanto concerne la produttività lavorativa e le performance psicofisiche in generale, quando si realizzano fasi ipomaniacali stabili, durante le quali il soggetto si presenta brillante, iperattivo, difficilmente stancabile e con un ridotto bisogno di sonno. In questi soggetti sono di frequente riscontro l'abuso di alcool ed altre sostanze e la comorbilità coi disturbi d'ansia, in particolare col disturbo di panico, col disturbo ossessivo-compulsivo e con la fobia sociale.
In passato, la distinzione dicotomica tra disturbi dell'umore unipolari e bipolari ha riscosso ampio consenso tra ricercatori e clinici. Tuttavia, svariati pazienti considerati affetti da depressione unipolare tendono a virare verso l'ipomania se curati con antidepressivi, fino a rendere necessario l'utilizzo di stabilizzatori dell'umore. Oggi molti autori considerano tali casi alla stregua di disturbi bipolari del II tipo. Si ritiene inoltre che svariate diagnosi di disturbo unipolare siano fondate su omissioni nella raccolta dei dati: la descrizione di una fase espansiva non è facile da ottenere in anamnesi, poiché molti pazienti la considerano quale standard di normalità delle loro performance, quindi come il benessere psicofisico, lo stato di salute da recuperare. È per questo che molte volte la natura bipolare di un disturbo affettivo si rende manifesta per la prima volta durante la terapia con antidepressivi.
In breve, fra i depressi considerati “unipolari” (secondo alcuni autori oltre il 50%), molti potrebbero essere classificati come bipolari di II tipo, pseudo-unipolari e bipolari “soft”, ovvero come forme di bipolarità attenuata, gravata tuttavia da un carico di comorbidità paragonabile al I tipo.

### Episodio depressivo maggiore (EDM)

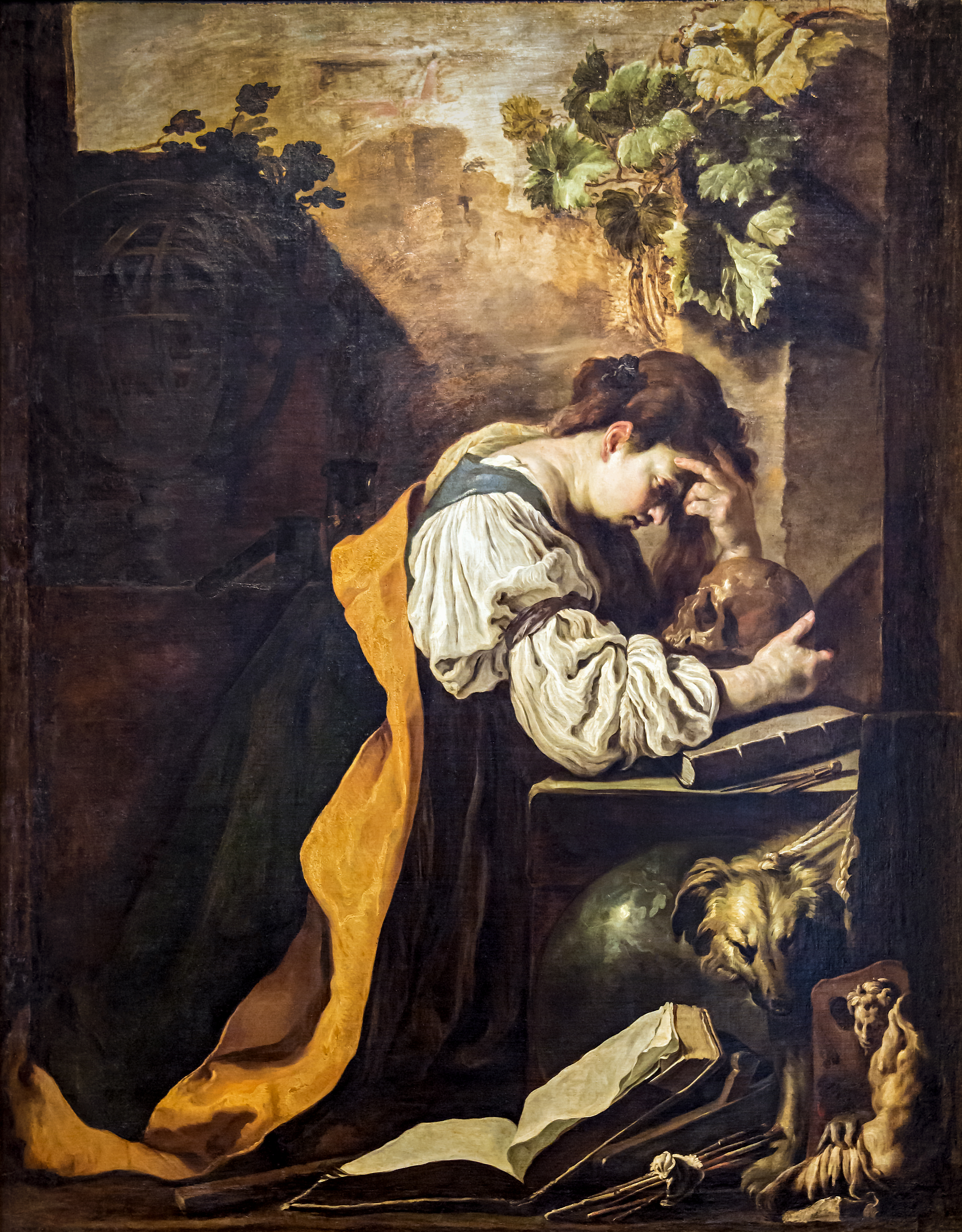
La Malinconia di Domenico Fetti, 1622 circa. Anche se il disturbo bipolare è caratterizzato da alternarsi di depressione ed episodi maniacali, l'episodio depressivo è molto più comune.

Consiste in un singolo episodio depressivo di intensità lieve, moderata o grave, con o senza sintomi psicotici (allucinazioni, deliri).
È in assoluto il disturbo dell'umore più frequente: nel corso della vita, la probabilità di sviluppare un EDM oscilla tra il 10 ed il 25% nelle femmine e tra il 5 ed il 12% nei maschi. Inoltre, sono tutt'altro che rare le recidive, con una probabilità calcolata intorno al 50% nei primi 2 anni di malattia ed intorno al 78% nei dieci anni successivi. È bene sottolineare che in circa il 50% dei casi la Depressione Maggiore rappresenta soltanto la modalità di esordio di un disturbo affettivo più complesso.
Nel corso dell'episodio depressivo si possono individuare una fase d'esordio, che è più spesso progressiva ed è frequentemente preannunciata da disturbi del pattern ipnico.
All'esordio segue la cosiddetta fase di stato, che nel soggetto non sottoposto ad alcun trattamento mostra una durata media complessiva pari a 6-8 mesi ed è caratterizzata dalla maggiore espressività sintomatologica.
Il periodo di stato esita infine nella fase di risoluzione, che può essere più rapida dell'esordio ed è spesso preannunciata dalla normalizzazione del pattern ipnico.
Nella sua fase di stato, questa condizione è ben descritta dai criteri diagnostici del DSM-IV-TR per l'episodio depressivo maggiore:
A. Cinque (o più) dei seguenti sintomi sono stati contemporaneamente presenti durante un periodo di 2 settimane e rappresentano un cambiamento rispetto al precedente livello di funzionamento; almeno uno dei sintomi è costituito da 1) umore depresso o 2) perdita di interesse o piacere. Due note: non includere sintomi chiaramente dovuti ad una condizione medica generale, o deliri od allucinazioni incongrui all'umore; nei bambini, considerare l'incapacità di raggiungere i normali livelli ponderali.
1. Umore depresso per la maggior parte del giorno, quasi ogni giorno, come riportato dal soggetto (per es., si sente triste o vuoto) o come descritto da altri (per es., appare lamentoso). Nei bambini e negli adolescenti l'umore può essere irritabile.
2. Marcata diminuzione di interesse o piacere (anedonia) per tutte, o quasi tutte le attività, per la maggior parte del giorno, quasi ogni giorno (come riportato dal soggetto o come osservato dagli altri)
3. Significativa perdita di peso, senza essere a dieta, od aumento di peso (per es., un cambiamento superiore al 5% del peso corporeo in un mese), oppure diminuzione od aumento dell'appetito quasi ogni giorno.
4. Insonnia od ipersonnia quasi ogni giorno.
5. Agitazione o rallentamento psicomotorio quasi ogni giorno (osservabile dagli altri, non semplicemente sentimenti soggettivi di essere irrequieto o rallentato)
6. Faticabilità o mancanza di energia quasi ogni giorno (astenia e adinamia)
7. Sentimenti di autosvalutazione e di colpa eccessivi o inappropriati (che possono essere deliranti), quasi ogni giorno (non semplicemente autoaccusa o sentimenti di colpa per essere ammalato)
8. Ridotta capacità di pensare o di concentrarsi, o indecisione, quasi ogni giorno (come impressione soggettiva od osservata dagli altri)
9. Pensieri ricorrenti di morte (non solo paura di morire), ricorrente ideazione suicidaria senza un piano specifico, od un tentativo di suicidio, o l'ideazione di un piano specifico per commettere suicidio.
B. I sintomi non soddisfano i criteri per un episodio misto.
C. I sintomi causano disagio clinicamente significativo o compromissione del funzionamento sociale, lavorativo, o di altre aree importanti.
D. I sintomi non sono dovuti agli effetti fisiologici diretti di una sostanza (per es., una droga di abuso, un medicamento) o di una condizione medica generale (per es., ipotiroidismo).
E. I sintomi non sono meglio giustificati da lutto, cioè, dopo la perdita di una persona amata, i sintomi persistono per più di 2 mesi, o sono caratterizzati da una compromissione funzionale marcata, autosvalutazione patologica, ideazione suicidaria, sintomi psicotici o rallentamento psicomotorio.
Molto spesso è il paziente stesso ad avvertire la differenza fra la normale tristezza e la depressione: in effetti l'umore depresso è più intenso, persistente, fisso ed è scarsamente sensibile alle sollecitazioni esterne.
L'altro sintomo nucleare della depressione è rappresentato dalla dimensione ipoedonismo-anedonia, rispettivamente riduzione od abolizione della capacità di provare piacere per le attività che di norma costituiscono fonte di gratificazione per lo stesso paziente. La perdita di piacere si accompagna inevitabilmente ad una contrazione degli interessi abituali, che può spingersi fino alla loro perdita. Parallelamente si registra una riduzione della spinta motivazionale, che si riflette in una contrazione o nell'abolizione di volontà ed iniziativa, fenomeni rispettivamente noti con i termini ipobulia ed abulia. Caratteristica a questo proposito è la difficoltà o l'incapacità di prendere decisioni.
Peculiare della variante melanconica è la contrazione della risonanza affettiva, ovvero una riduzione della gamma emotiva in risposta agli avvenimenti, che nei casi più pronunciati può giungere alla spiacevole sensazione di non riuscire più a provare sentimenti. Questa penosa sensazione di “ipo-anestesia” affettiva viene indicata col termine di sentimento della mancanza di sentimenti,” sintomo che il soggetto vive con disagio, spesso facendosene una colpa. Al contrario, nella depressione “atipica” la reattività emotiva è conservata o addirittura esacerbata.

#### Bradipsichismo
Il paziente può inoltre mostrare un variabile grado di rallentamento psichico (bradipsichismo), che può spingersi sino all'arresto. Il depresso tende ad insistere su pochi contenuti, sui quali rimugina in chiave pessimistica. La polarizzazione del pensiero è incentrata su temi ricorrenti e caratteristici come ad es. idee di autosvalutazione, di inadeguatezza e indegnità, fondamentalmente correlate alla contrazione dell'autostima, temi di colpa, di inutilità, di sconfitta, idee di impoverimento, di miseria e di rovina, temi di inguaribilità, pensieri di morte, propositi suicidi, ecc.

#### Depressione grave
Di fatto, in alcuni casi il paziente passa da un'ideazione prevalente al delirio franco, ovvero alla ferma convinzione, sostenuta con caparbia tenacia nonostante ogni prova del contrario, ciò che configura la cosiddetta depressione psicotica. Generalmente il contenuto dei deliri tenderà ad essere congruo, ovvero in linea con la polarità affettiva, così come nella mania si trovano deliri megalomaniaci, nella fase depressiva sono caratteristici ad esempio i deliri di colpa od autoaccusa (il paziente può ritenersi responsabile di fatti non commessi o per mancanze veniali), i deliri di miseria, di povertà o di rovina (il paziente è convinto di essere economicamente compromesso o di essere caduto in disgrazia), i deliri ipocondriaci (che consistono nell'assoluta convinzione di essere affetto da una terribile malattia, in assenza di lesioni somatiche obiettivamente rilevabili), fino a sconfinare in disturbo somatoforme, disturbo da conversione psicosomatico, parassitosi allucinatoria, etc.
Sul piano motorio, la depressione e in specie le gravi forme melanconiche, può associarsi ad un variabile grado di compromissione della motricità intenzionale. Si possono infatti rilevare inerzia motoria, rallentamento (bradicinesia e acinesia), talora spinto fino all'arresto motorio, come nella grave condizione dello stupor depressivo. Sono inoltre presenti gestualità ipomobile, andatura lenta e strascicata, eloquio rallentato, monotono, riduzione della mimica facciale (facies ipomimica) od espressioni caratteristiche del volto: si ricorda ad es. il cosiddetto “omega depressivo”, tracciato dal corrugarsi della fronte in un'espressione di sofferenza che ricorda l'omonima lettera greca. A volte compare balbuzie e altri sintomi fisici derivanti da ansia presenti anche nell'episodio misto.

##### Depressione catatonica
Il paziente bipolare può giungere, in fase depressiva, anche oltre la depressione melanconica, fino alla depressione catatonica, una forma rara e grave di depressione maggiore che coinvolge principalmente disturbi del comportamento motorio e altri sintomi (apatia, abulia, disforia, distimia...), più che tristezza vera. L'individuo appare muto, a volte anche disartrico (non afasico) e quasi soporoso, rimane immobile o mostra movimenti senza uno scopo o addirittura bizzarri, con muscolatura a volte rigida e mutacismo (difficoltà da parte del soggetto malato nel pronunciare le consonanti labiali).
Sintomi catatonici si verificano anche nella schizofrenia o durante gli episodi maniacali o possono essere causati da sindrome neurolettica maligna, e anche solo accentuati da alcuni farmaci (iatrogeni), più facilmente durante la fase depressiva: altri sintomi sono rigidità plastica, ripetizione automatica di parole (ecolalia), in alcuni casi l'immobilità viene improvvisamente interrotta da forti tremori, da agitazioni (acatisia) e talvolta da fughe. La postura è fissa, i movimenti stereotipati, è presente ecoprassia. Il paziente assume sembianze da statua, con immobilità, inespressività, inaccessibilità. Per la possibilità di confusione, bisogna fare attenzione nella diagnosi poiché nella depressione psicomotoria la mimica è rallentata ma resta comunque fissa su un'espressione sofferente, a differenza del parkinsonismo che ha una mimica inespressiva e una rigidezza superiore; occorre fare diagnosi differenziale col parkinsonismo iatrogeno nei pazienti bipolari in fase depressiva che utilizzino neurolettici, o con neurolettici e antidepressivi se presentano solo acatisia.
Tale inattività è però solo apparente, in quanto è invece sostenuta da un intenso impegno di opposizione negativista, che può andare dallo sforzo di tensione muscolare al mutismo e al rifiuto di alimentarsi. Frequenti nella depressione catatonica sono anche i fenomeni di catalessia. In caso di episodi maniacali acuti e deliranti è più probabile che l'episodio depressivo seguente sia grave.
La depressione differisce dalla comune tristezza fisiologica anche per l'intervento di peculiari alterazioni neurovegetative, tra le quali disordini del sonno (insonnia terminale, ovvero risvegli precoci, versus ipersonnia, come osservato nella depressione melanconica ed “atipica”, rispettivamente), alterazioni dell'appetito (iporessia-anoressia, versus iperfagia), deficit della libido (desiderio ipoattivo, anorgasmia, disturbi dell'erezione fino all'impotenza sessuale), variazioni circadiane dei livelli di energia (miglioramento serotino versus peggioramento serotino nella depressione melanconica rispetto a quella atipica). Sono inoltre possibili segni e sintomi somatici quali stipsi, diminuzione od arresto del flusso mestruale, cefalea, dispepsia, disturbi genitourinari, dolore psicogeno; secondo alcuni autori questi sintomi sostituirebbero le manifestazioni affettive, costituendo i cosiddetti “equivalenti depressivi”. Si tratterebbe cioè di forme di depressione mascherata in cui il sintomo fisico nasconde il colorito triste dell'umore.
Innegabile il substrato organico della depressione, come dimostrato dallo sviluppo di manifestazioni fisiche obiettivabili, segni che certuni autori considerano alla stregua di marker biologici della depressione melanconica; tali sono ad es. il rallentamento delle risposte vasomotorie e l'ipotensione ortostatica in particolare, i disturbi del pattern ipnico (ridotta latenza REM, come evidenziato dal tracciato polisonnografico), l'alterazione del test di soppressione al desametazone, la disregolazione dei ritmi cronobiologici circadiani come ad es. l'anticipo di fase, che poi giustificherebbe l'insonnia terminale (risvegli precoci). Nella depressione melanconica l'orologio biologico (attività ritmico-periodica del nucleo soprachiasmatico dell'ipotalamo) e le funzioni neurovegetative da esso regolate tendono infatti ad anticipare il ciclo luce-buio, mentre normalmente avverrebbe perfettamente il contrario.
Dall'analisi delle manifestazioni neurovegetative emergono elementi distintivi di due forme depressive sostanzialmente differenti: la depressione “endogena o melanconica” e la depressione “reattiva od atipica”. Infatti, mentre la melanconia si caratterizza per la cosiddetta alternanza diurna classica, ovvero la tendenza al miglioramento serotino di umore, energie ed iniziativa, la depressione atipica disvela un'alternanza diurna inversa, ovvero un'opposta tendenza al peggioramento serotino. Inoltre, se nella melanconia si ha iporessia od anoressia, nelle forme atipiche si ha piuttosto iperfagia, con craving (ovvero desiderio incoercibile) per i carboidrati, i dolci ed il cioccolato in particolare. La depressione “atipica” è inoltre caratterizzata da ipersonnia piuttosto che insonnia, con esasperazione del ritardo di fase nel ciclo sonno-veglia, astenia con senso di paralisi plumbea degli arti. Tuttavia, la differenza più importante tra le forme depressive classiche e quelle atipiche consisterebbe nella reattività dell'umore, che in queste ultime risulta essenzialmente conservata.
La fase depressiva del disturbo bipolare presenta sintomi diversi dalla classica depressione maggiore. Come incidenza, si evidenziano maggior rischio di eventi psicotici, maggiore inclinazione al suicidio e maggior rischio di assunzione di sostanze stupefacenti e/o alcool.

#### Il problema della depressione ricorrente
Le forme depressive ricorrenti (almeno due episodi depressivi in anamnesi, separati da un periodo di benessere anche soltanto parziale di durata non inferiore ai due mesi) richiedono particolare attenzione, in quanto potrebbero celare un disturbo bipolare misconosciuto. In effetti, molte di queste forme andrebbero ragionevolmente considerate alla stregua di disturbi pseudo-unipolari. Di fatto, secondo le più recenti tendenze della ricerca, che sembrano riallinearsi alle posizioni della psichiatria classica europea, le forme ricorrenti che pur non manifestano un decorso francamente maniaco-depressivo, sarebbero più correttamente da inquadrare nel contesto dei disturbi dello spettro bipolare. Una tale conclusione ha una valenza tutt'altro che speculativa, poiché si riflette in una diversa prognosi e soprattutto comporta un approccio terapeutico differente e specifico.

## Diagnosi
I criteri più ampiamente utilizzati per diagnosticare il disturbo bipolare provengono dal Manuale Diagnostico e Statistico dei Disturbi Mentali, Quinta Edizione (DSM-5) dell'Associazione Psichiatrica Americana (APA) e dalla Classificazione Internazionale delle Malattie e dei Problemi Sanitari Correlati, Decima Edizione (ICD-10) dell'Organizzazione Mondiale della Sanità (OMS). Non vi è alcun chiaro consenso su quanti tipi di disturbo bipolare esistano. Nel DSM-IV-TR e nell'ICD-10, il disturbo bipolare è concettualizzata come uno spettro di disturbi che si verificano in un continuum. La discriminazione fra i vari sottotipi clinici dello spettro bipolare avviene sostanzialmente sulla base del decorso e della connotazione sintomatologica delle fasi affettive intercorrenti (od anamnesticamente raccolte). Il DSM-IV-TR elenca tre sottotipi specifici:
Disturbo bipolare di I tipo
Può essere caratterizzato dalla presenza di almeno un Episodio Misto, oppure dalla presenza di almeno un Episodio Depressivo Maggiore intervallato da almeno un Episodio Maniacale spontaneo. Nella maggior parte dei casi gli episodi maniacali o misti sono alternati ad uno o più episodi depressivi, anche se questi non sono affatto necessari alla formulazione della diagnosi. In effetti, nel 2-10% dei casi si verificano esclusivamente ricadute maniacali, forme queste ultime che mostrano più spesso un esordio tardivo.
Disturbo bipolare di II tipo
Questo, invece, mostra un decorso clinico caratterizzato da almeno un episodio depressivo maggiore (vedi paragrafo dedicato), intervallato da almeno un Episodio Ipomaniacale spontaneo.
Disturbo ciclotimico
È connotato dallo sviluppo di svariati episodi ipomaniacali, alternati a periodi caratterizzati dalla presenza di sintomi depressivi, che tuttavia non sono sufficienti per porre diagnosi di depressione maggiore.
Disturbo bipolare non altrimenti specificato
Si parla di disturbo bipolare non altrimenti specificato quando i sintomi presentati non soddisfano pienamente i criteri diagnostici delle altre sindromi. Un esempio è quando è presente una netta alternanza (molto rapida, nel giro di pochi giorni) di sintomi maniacali e depressivi che non soddisfano i criteri di durata minima per definire un episodio maniacale o per un episodio depressivo maggiore.

Esistono diverse scale di valutazione per lo screening e la valutazione del disturbo bipolare, tra cui la Bipolar Spectrum Diagnostic Scale, il Mood Disorder Questionnaire, il General Behavior Inventory e l’Hypomania Checklist .

### Diagnosi differenziale
Vi sono molte altre condizioni mentali che possono comportare sintomi simili a quelli del disturbo bipolare. Tra di essi la schizofrenia, sindrome da deficit di attenzione e iperattività (ADHD) e disturbi di personalità come il disturbo borderline di personalità.
In età matura (di solito dopo i 50 anni, specialmente se il paziente non ha mai sofferto in precedenza di disturbi psichici o se non soffre di patologie genetiche neurologiche) la diagnosi differenziale va fatta anche con alcuni malattie neurodegenerative che causano sbalzi di umore e cambio improvviso della personalità, come la demenza frontotemporale.

## Eziologia
Le cause ipotizzate per il disturbo bipolare sono eterogenee e comprendono fattori biologici, genetici e ambientali.

### Fattori biologici
- Neurochimica - viene considerato l'effetto della serotonina e di un suo deficit,[29] che provoca un effetto sulle sinapsi del sistema nervoso centrale simile alla depressione. Inoltre sembra coinvolta anche la noradrenalina.
- Disturbi del sistema endocrino - si nota la correlazione fra un eccesso di cortisolo, ovvero la sindrome di Cushing e la depressione.[30] Sotto tale aspetto si utilizza il test di soppressione al desametazone, ma non fa una distinzione dei vari disturbi psichici e quindi in tali casi risulta inutile.
- Sistema immunitario - anche se la ricerca si sta muovendo con idee opposte sull'argomento, si sospetta un coinvolgimento del sistema immunitario, osservando la natura dei vari sintomi della depressione.[31]

### Fattori genetici
Alcuni studî statistici hanno suggerito il fatto che codesta malattia possa manifestarsi più facilmente in soggetti geneticamente predisposti; un maggiore fattore di rischio nella forma I, nella quale l'incidenza è di 8-18 volte maggiore. I cromosomi indagati in cui si è riscontrata una connessione sono il 5 l'11 e l'X. La malattia risulta avere origini fortemente genetiche. La psichiatra Pamela Sklar e il suo team hanno identificato una variante genetica del gene Odz4 associata a questo disturbo. La scoperta di nuove varianti genetiche associate con la schizofrenia e il disturbo bipolare è descritta sulla rivista Nature Genetics. Anche se il primo linkage genetico per la sindrome maniacale venne scoperto nel 1969, gli studi sul linkage si sono rivelati inconsistenti.
Gli studi di linkage genetico possono essere seguiti dalla ricerca di disequilibri del linkage tramite la mappatura fine all'interno di un singolo gene, ed in seguito tramite la determinazione della sequenza del DNA; utilizzando questo approccio, cambi di paia di base del DNA, con effetto causale, sono stati segnalati per i geni P2RX7 e TPH1. Un tema di particolare interesse è quello dei fenotipi di disturbo bipolare, come l'esordio precoce, il comportamento suicidario e i disturbi di personalità. Per quanto riguarda l'esordio precoce (prima dei 16 anni), questo è stato associato al gene HTR2C, mentre il comportamento suicidario a TPH, 5HTT e 5HT2A. Recenti meta-analisi degli studi sul linkage hanno rilevato la mancanza di variazioni significative ad ampio livello genomico, oppure, utilizzando una metodologia diversa, soltanto due picchi significativi a livello genomico, sul cromosoma 6q e sul 8q21. Gli studi di associazione genetica non hanno portato a identificare un focus consistente, dato che ogni studio ha identificato un nuovo locus, senza che nessuno dei loci precedentemente identificati fosse replicato.
Le ricerche hanno fatto scoprire un polimorfismo a singolo nucleotide nel DGKH; un locus in una regione ricca di geni con grande disequilibrio di linkage (Linkage Disequilibrium) sul cromosoma 16p12; e un polimorfismo a singolo nucleotide nel MYO5B.
Un confronto di questi studi, combinato con un nuovo studio, suggeriva l'associazione con ANK3 e CACNA1C, che si ritiene attualmente siano correlati ai canali del calcio e del sodio. Diverse scoperte indicano fortemente un'eterogeneità, con diversi geni implicati in diverse famiglie.
Numerosi studi specifici hanno trovato vari link specifici. L'età avanzata dei genitori al momento del concepimento è stata collegata in qualche modo all'aumento del rischio di disturbo bipolare nella discendenza, fatto consistente con l'ipotesi dell'aumento di nuove mutazioni. Una revisione mirante ad identificare le scoperte più consistenti suggeriva diversi geni correlati alla serotonina (SLC6A4 e TPH2), alla dopamina (DRD4 e SLC6A3), al glutammato (DAOA e DTNBP1), alle vie metaboliche implicate nella crescita o manutenzione della cellula (NRG1, DISC1 e BDNF), anche se ha constatato la possibilità di un alto rischio di falsi positivi nella letteratura pubblicata. È stato anche suggerito che probabilmente singoli geni abbiano soltanto un piccolo effetto e siano coinvolti in qualche aspetto relativo al disturbo bipolare (e ad un ampio aspetto di quello che definiamo il "normale" comportamento umano) piuttosto che al disordine in sé stesso.

### Fattori ambientali
Il disturbo può essere innescato in soggetti predisposti da eventi sociali forti, tali da indurli a creare universi paralleli nelle sfere affettive o lavorative, generando l'uno sempre l'ansia dell'assenza dell'altro: un universo associato alla normalità, l'altro all'evasione. Secondo le ipotesi più accreditate, i vari fattori interagiscono determinando uno squilibrio delle funzioni dei neurotrasmettitori all'interno di alcune specifiche zone del cervello, con un'alterazione a favore della trasmissione eccitatoria (episodi a carattere ipomaniacale o maniacale) o inibitoria (episodi a carattere depressivo).
Fattori psicosociali, quali abusi durante l'infanzia, lutti e gravi perdite affettive, shock sentimentali e problemi finanziari o lavorativi possono innescare nei soggetti predisposti il processo che dà origine alla malattia.
La predisposizione è correlata con l'ereditarietà o alla persistenza di stimoli esogeni forti. Dunque la predisposizione non necessariamente si esplica nello sviluppo della malattia, poiché l'assenza di forti stress nell'esperienza dell'individuo predisposto potrebbe evitare l'insorgenza dei sintomi. Una volta che il disturbo si è ormai instaurato, gli episodi di entrambe le polarità tendono a presentare ricorrenze, sia spontanee, sia in relazione a vari stress psicologici associati ad ansie e sindromi compulsive, sociali, fisici ed in relazione ai ritmi biologici.

## Terapia
Non si conosce una cura definitiva per il disturbo bipolare. Tuttavia tale condizione può essere tenuta sotto controllo ed i pazienti bipolari possono condurre una vita normale e produttiva. Occorre tenere presente che il trattamento farmacologico non deve essere prolungato oltre il necessario per evitare che vi siano effetti negativi pericolosi.
Il successo della terapia è direttamente correlato alla disponibilità del paziente ma anche nell'ambiente in cui il paziente stesso vive. È vero che spesso il paziente rifiuta le cure, in quanto non riconosce di essere malato, o le sospende una volta dimesso ma è anche vero che chi soffre di disturbo bipolare è particolarmente vulnerabile allo stress dell'ambiente in cui vive.

### Terapia farmacologica

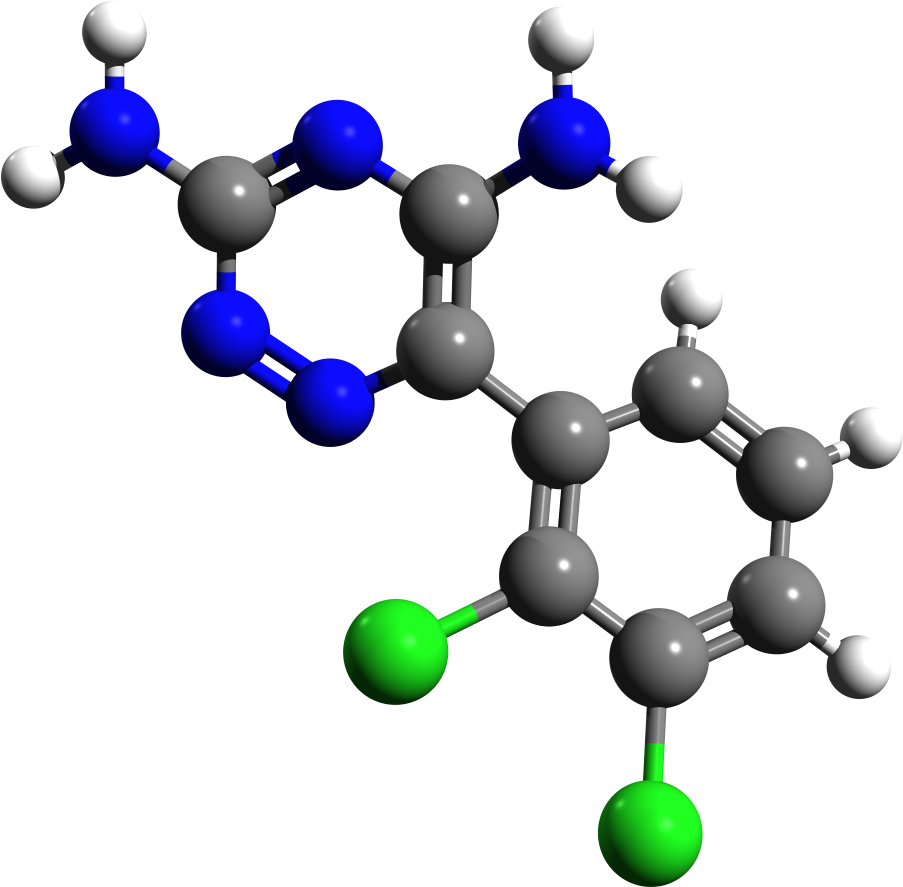
Molecola di Lamotrigina, appartenente alla classe degli anticonvulsivanti

Un farmaco con azione stabilizzante dell'umore potrebbe essere definito idealmente come attivo nel trattare entrambe le fasi del disturbo e nel prevenire le ricadute. Nella pratica si utilizzano definizioni più estensive, che comprendono farmaci attivi nel prevenire alcune recidive senza incrementare l'incidenza di recidive di polarità opposta.
Nelle linee guida internazionali sono i sali di litio (in genere carbonato di litio) il farmaco di prima scelta che previene l'esordio nel 60-70% dei casi. Capisaldi del trattamento sono in effetti gli stabilizzatori dell'umore (litio, la cui somministrazione può durare anche anni, da 5 a 10 e, se venisse interrotta e poi ripresa, l'effetto sarebbe diverso). I suoi effetti collaterali includono nausea, polidipsia, poliuria, ipotiroidismo, iperparatiroidismo e deficit a livello cognitivo. Occorre fare attenzione alla quantità somministrata in quanto è possibile che insorga un'intossicazione. Si parla di intossicazione da litio quando si superano i valori di 1,5 mEq/l. La pericolosità dell'intossicazione risiede nella circostanza che, oltre ai normali effetti collaterali (atassia, vertigini), può condurre al delirio e alla morte.
La lamotrigina (Lamictal), anch'essa appartenente alla classe degli anticonvulsivanti, svolge invece una prevalente funzione di prevenzione delle ricadute depressive, tanto da essere classificata da alcuni autori come un antidepressivo. Il meccanismo con cui tutti questi farmaci riescono a stabilizzare l'umore non è ancora del tutto chiaro. In alcuni casi gli anticonvulsivanti possono comportare risultati migliori del litio (e possono essere associati ad esso).

#### Altri farmaci
L'acido valproico, l'oxcarbazepina e la carbamazepina riducono l'intensità e la frequenza delle crisi, sia maniacali compulsive sia depressive ed ansiogene. I neurolettici possono provocare discinesia tardiva, la sindrome neurolettica maligna, e aumentano la tossicità del litio nel caso venisse somministrato.
Antipsicotici utilizzati sono la clorpromazina, e l'aloperidolo, che vengono utilizzati nella fase maniacale acuta la clozapina viene utilizzata in dosi 12,5 fino a 600 mg al giorno ma è necessario monitorare periodicamente emocromo per via della possibile insorgenza di agranulocitosi e previene la re-ospedalizzazione.
Sono state utilizzate anche le benzodiazepine come il lorazepam o il clonazepam in dose di 2–6 mg che hanno un duplice effetto positivo: da una parte riducono le dosi da somministrare di farmaci potenzialmente nocivi, dall'altra hanno un veloce controllo sullo stato di agitazione del soggetto.

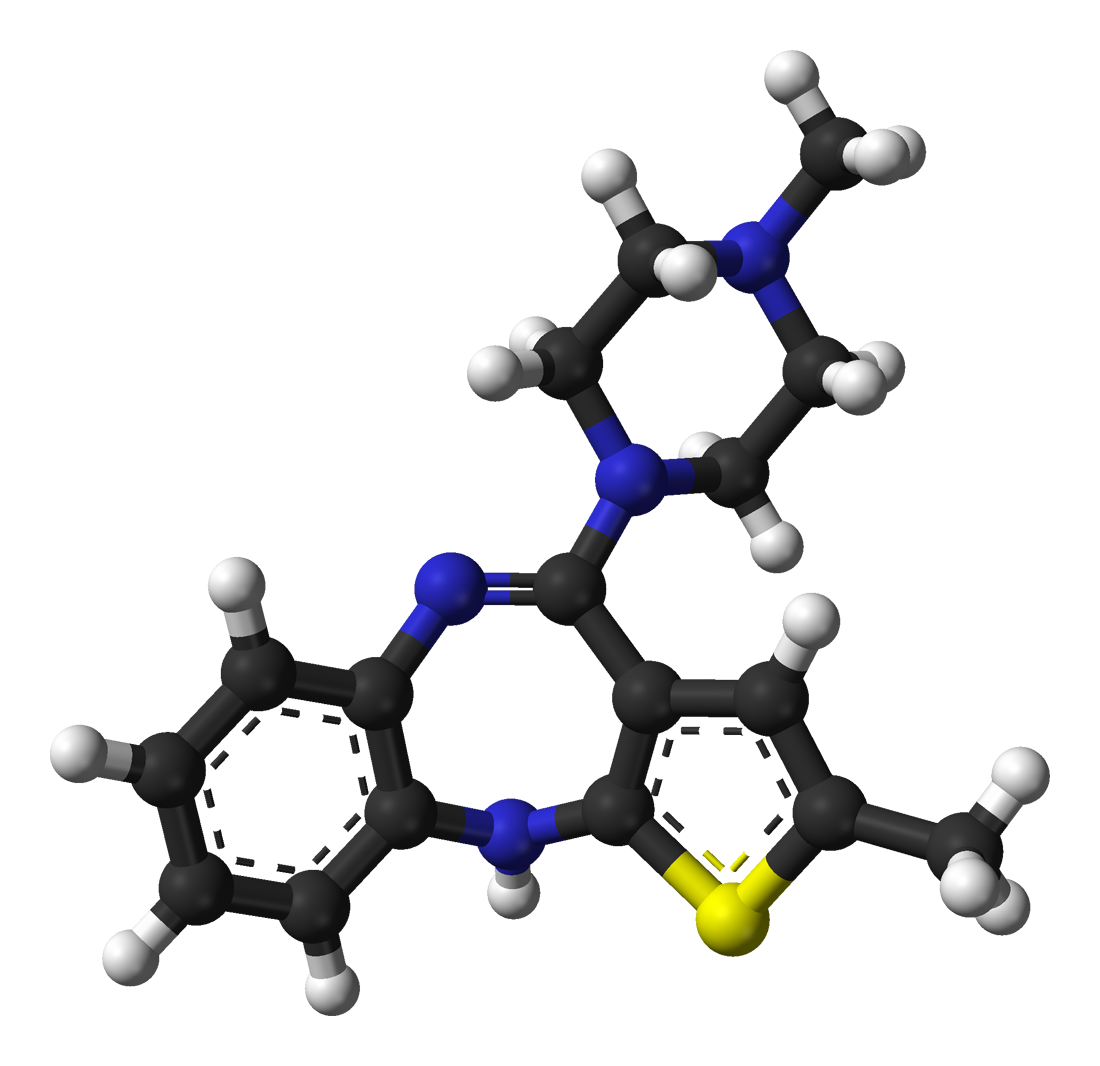
Molecola di olanzapina, un antipsicotico atipico.

Per quanto riguarda le ricadute la Levo-tiroxina, su cui sono state condotte numerose ricerche in dosi dai 150 ai 400 μg, assunta in aggiunta del litio in dose 25–50 m³g al giorno riduce la durata e l'intensità degli attacchi; per lo stato depressivo si preferiscono gli IMAO come la tranilcipromina e gli SSRI rispetto ai triciclici, che tuttavia mostrano una certa tendenza al viraggio maniacale, cosa che non sembra invece causare moclobemide.
Recenti studi mostrano risultati modesti per altri antiepilettici come il gabapentin e il topiramato.
Un'altra possibilità per la terapia è rappresentata dall'impiego di farmaci antipertensivi come la clonidina (un antiadrenergico), e i calcioantagonisti verapamil e nimodipina. Gli studi sull'impiego di queste tre sostanze nel trattamento del disturbo bipolare sono ancora pochi e se ne riserva l'utilizzo in casi resistenti agli altri trattamenti.
Soggetti che rispondono in modo insoddisfacente al trattamento con stabilizzatori o associazioni di essi possono trarre giovamento dall'aggiunta allo schema terapeutico di un antipsicotico atipico, in particolare olanzapina, quetiapina e aripiprazolo, che hanno tutti forte valenza nella prevenzione dell'episodio maniacale. Olanzapina e quetiapina hanno il vantaggio di avere anche efficacia nelle fasi depressive e migliorano la qualità del sonno, oltre ad avere una grande rapidità di inizio d'azione.
Casi di mania disforica, ovvero percepiti in modo negativo anche dal malato, e la mania accompagnata da agitazione, sono da considerare emergenze psichiatriche e necessitano di un trattamento tempestivo.
Forme lievi rispondono alle benzodiazepine, in particolare clonazepam e lorazepam (2–4 mg per via parenterale). Spesso è però necessario il ricorso ad antipsicotici iniettivi come l'aloperidolo e l'olanzapina IM (modalità di somministrazione intramuscolare). Negli Stati Uniti sono stati anche sperimentati farmaci e preparati a base di cannabis.
Spesso può rendersi necessaria l'ospedalizzazione.
Ecco un elenco dei principi attivi utilizzati:
| Categoria farmaco      | Principio attivo                                                                  |
| ---------------------- | --------------------------------------------------------------------------------- |
| Antipsicotici          | Clorpromazina - Olanzapina - Risperidone - Quetiapina- Aripiprazolo - Ziprasidone |
| Antiepilettici         | Acido valproico - Lamotrigina - Carbamazepina                                     |
| Altri (stabilizzatori) | Litio                                                                             |

### Terapia della fase depressiva
Il trattamento dell'episodio depressivo in corso di disturbo bipolare è particolarmente delicato, in quanto qualsiasi farmaco psicoanalettico può potenzialmente portare il paziente a virare verso una fase maniacale.
Gli studi non sempre sono concordi su quali molecole risultino meno rischiose sotto questo aspetto, tuttavia secondo il risultato di alcuni studi moclobemide ha la minore tendenza al viraggio maniacale; ci sarebbero inoltre indicazioni comunque per considerare il bupropione e la venlafaxina come i farmaci di scelta.
È comunque necessario, per minimizzare il rischio di viraggio, che il trattamento antidepressivo sia effettuato al dosaggio minimo efficace e soprattutto che sia mantenuta la terapia stabilizzante a base di litio, anticonvulsivanti ed eventualmente un antipsicotico atipico.
L'introduzione del già citato stabilizzatore dell'umore lamotrigina è efficace nella prevenzione delle ricadute depressive ma non ci sono prove definitive che la molecola prevenga l'insorgere della mania.
Negli Stati Uniti è in commercio un'associazione fissa olanzapina più fluoxetina (Zyprexa e Prozac) sotto il nome Symbiax.
Opportuno anche un accenno alla TEC (terapia elettroconvulsivante) che, seppur ancora molto discussa, in alcuni casi resistenti dimostra di avere una notevole efficacia in particolare negli stati depressivi e misti. Anche la terapia con Stimolazione magnetica transcranica (TMS) è ormai considerata sicura ed efficace nei pazienti farmacoresistenti.

### Terapia adiuvante
Tra le terapie di supporto farmacologico si segnala la terapia con acido folico; la cui carenza è segnalata in soggetti con disturbo bipolare insieme ad un aumento patologico dei livelli di omocisteina plasmatica. Infatti, nei pazienti affetti da disturbo bipolare:
- Mutazioni genetiche dell'enzima MTHFR (Metil-tetraido-folato-reduttasi), che trasforma l'acido folico in acido folinico, sembrano essere implicate nella genesi del disturbo, come conseguenza dell'aumento patologico dei livelli di omocisteina e una diminuzione dei folati circolanti nel plasma di questi pazienti[65]
- L'uso di acido valproico ed altri farmaci stabilizzanti dell'umore pone seri problemi di prevenzione di malformazioni congenite nelle donne fertili affette da disturbo bipolare[66]; che possono essere prevenute con dosaggi elevati di acido folico[67].

### Psicoterapia
La maggior parte degli psichiatri concorda sul fatto che, soprattutto in associazione ai farmaci, terapie cognitivo-comportamentali, terapie a orientamento psicodinamico e terapie di gruppo possano giovare. I problemi psicosociali causati dai sintomi della malattia stessa (problemi lavorativi, scarsa produttività, difficoltà relazionali, problemi legali etc.) possono influenzare l'andamento del disturbo, favorendo nuove ricadute e contribuendo alla cronicizzazione della patologia; alcuni possibili ed auspicabili obiettivi della psicoterapia sono quelli di guidare il paziente nell'adattamento ed accettazione della malattia, oltre a stimolare l'affetto protettivo e contenitivo dei familiari. I problemi personali insorti prima degli episodi maniaco-depressivi possono continuare ad esistere. I problemi esistenziali non correlati al disturbo maniaco-depressivo non saranno risolti dalla terapia con stabilizzatori dell'umore. Al contrario, la psicoterapia od altre forme di supporto psicologico possono essere utili nell'affrontare tali difficoltà.

### Psicoeducazione
Nonostante il progresso in campo farmaceutico, i disturbi bipolari continuano a comportare una fonte importante di morbilità e mortalità, con una grave compromissione della qualità della vita dei pazienti (e spesso anche dei loro familiari).
Le conseguenze della malattia e delle continue ricadute, per l'individuo e per i suoi familiari, unite ad un alto rischio di mortalità per suicidio, rendono necessario un approccio che vada oltre la farmacologia, che continua a rimanere un elemento fondamentale della terapia, ma che si orienti sempre di più verso la prevenzione.
La psicoeducazione è uno strumento di cura del disturbo bipolare, rivolto non alla eliminazione di un deficit, ma alla prevenzione e al rafforzamento delle competenze del paziente o “Empowerment”.
Le prime ricerche sulla psicoeducazione come strumento terapeutico nel disturbo bipolare, che risalgono all'incirca agli anni 1970, tendevano a mettere in luce il risultato del miglioramento dell'aderenza al trattamento farmacologico da parte dei pazienti, mentre al principio del XXI secolo i vantaggi sono esplorati e misurati in un'ottica molto più allargata.
L'impiego di un trattamento psicoeducativo implica diversi vantaggi per la terapia dei pazienti bipolari, quali il miglioramento della qualità assistenziale percepita dai pazienti, che si traduce in un'alleanza terapeutica, in una migliore aderenza farmacologica e in un aumento delle capacità del paziente nella ricerca di aiuto in situazioni complesse come, ad esempio, l'ideazione suicidaria o, in altri casi, la suscettibilità e autoreferenzialità proprie dell'inizio di alcuni episodi maniacali.
La psicoeducazione evita il modello di una relazione tra un medico “sanatore” e un paziente passivo, per potenziare, invece, un'adeguata alleanza terapeutica incentrata sulla collaborazione, sull'informazione e sulla fiducia. La non comprensione della propria malattia, infatti, tende ad aggravare il decorso dei disturbi psichiatrici, dal momento che, al malessere causato dagli stessi sintomi della malattia, si aggiunge il malessere derivante dal non sentirsi capito dagli altri, e, ancora peggio, dal non comprendere che cosa stia accadendo, né cosa bisogna aspettarsi. La psicoeducazione cura la non comprensione del paziente rispetto a quello che gli sta succedendo, in modo da non sentirsi più “colpevole” per diventare “responsabile”, e tale passo costituisce l'inizio dell'accettazione della necessità di assumere una terapia.

## Prognosi
Per molti pazienti affetti da disturbo bipolare, se trattati correttamente, la prognosi è buona. Ciò avviene, a sua volta, se era stata fatta in precedenza una diagnosi accurata. Dato che il disturbo bipolare può avere un alto tasso sia di sottodiagnosi che di diagnosi errata, è spesso difficile per chi ne soffre ricevere cure tempestive e competenti.
Il disturbo bipolare può rappresentare una condizione medica gravemente invalidante. Tuttavia, molti individui con disturbo bipolare possono vivere una vita attiva e soddisfacente. Molto spesso è necessario fare ricorso ad una terapia farmacologica.
La prognosi dipende da molti fattori, quali la somministrazione di farmaci corretti con il giusto dosaggio, la conoscenza completa della malattia e dei suoi effetti, un rapporto positivo con il medico e il terapeuta e una buona salute fisica; quest'ultima comprende l'esercizio fisico, una alimentazione corretta e un livello di stress regolamentato.

### Mortalità
Il disturbo bipolare può causare ideazione suicidaria, che porta a compiere tentativi. Un paziente su tre con disturbo bipolare ha una storia di tentativi di suicidio, e il tasso annuo medio di suicidi è di 0,4%, che è da 10 a 20 volte superiore a quello della popolazione generale. La fascia di età più a rischio per il suicidio è compresa tra i 15 e i 25 anni. Il rischio di suicidio nella fascia giovanile è del 18-19%.

## Disturbo bipolare, genio creativo e personalità famose affette
Kay Redfield Jamison affermò che c'è una maggiore predisposizione nelle personalità geniali nei riguardi di questa malattia e che, in base a uno studio su dei sedicenni svedesi, c'è una probabilità quattro volte superiore di sviluppare questa patologia per quelli tra di loro che primeggiavano per intelligenza. Alcuni psichiatri hanno ripreso gli studi di Cesare Lombroso, il quale affermava ci fosse correlazione tra genio e malattia mentale, rilevando come vi sia un'alta percentuale di pittori espressionisti che soffrivano di disturbi dell'umore, così come il pittore naif Antonio Ligabue, affetto da malattie fisiche e da psicosi maniaco-depressiva certificata. Secondo il professore universitario di psichiatria Francisco Alonso-Fernández si evidenzia dalla lettura degli scritti di Johann Wolfgang von Goethe in quale fase del bipolarismo fosse lo scrittore. Analogamente Giovanni Cassano, direttore del dipartimento di psichiatria dell'università di Pisa, sostiene che sia rilevabile il disturbo bipolare di Richard Wagner contrapponendo le musiche cupe della sua composizione Tristano e Isotta con la sfavillanza de i maestri cantori di Norimberga.
Al noto direttore d'orchestra americano Ronald Braunstein è stato diagnosticato con disturbo bipolare nel 1985, ma continua ad essere direttore musicale della Me/2 Orchestra per le persone che soffrono di malattie mentali.
Anche capi di Stato come Winston Churchill e il Presidente della Repubblica Francesco Cossiga hanno sofferto di questo disagio psicologico.

### Testi scientifici
- Gianfranco Graus, La depressione bipolare. Conoscere ed affrontare il disturbo bipolare: una guida per pazienti e familiari, Editore  Eclipsi., ISBN 978-88-89627-09-9.
- Marco Saettoni, Umberto Marotta, 66 domande sui disturbi dell'umore, Editore Progetto Cultura, ISBN 978-88-6092-107-9.
- Joseph F. Goldberg, Martin Harrow, Disturbi bipolari, Raffaello Cortina Editore, ISBN 88-7078-644-7.
- Steven Jones, Peter Hayward; Dominic Lam, Il disturbo bipolare, ISBN 978-88-470-0847-2.
- Giorgia Nibbio, Il disturbo bipolare caratteristiche e fattori distintivi, Editore Progetto Cultura, ISBN 978-88-6092-434-6.
- (EN) Basco Monica Ramírez, The bipolar workbook: tools for controlling your mood swings, Guilford Press, 2005, ISBN 978-1-59385-162-0.
- (EN) Goodwin F. K.,  Jamison K. R., Manic-Depressive Illness, New York, Oxford University Press, 1990, ISBN 978-0-19-503934-4.
- (EN) book Goodwin F. K.,  Jamison K. R., Manic-depressive illness: bipolar disorders and recurrent depression, Oxford University Press, 2007, ISBN 978-0-19-513579-4.
- (EN) Robinson D. J, Reel Psychiatry: Movie Portrayals of Psychiatric Conditions, Port Huron, Michigan, Rapid Psychler Press, 2003, ISBN 978-1-894328-07-4.

### Biografie
- Marya Hornbacher, Una vita bipolare, Corbaccio, 2008, ISBN 88-7972-853-9.
- Kay Redfield Jamison, Una mente inquieta, TEA, 1995, ISBN 978-88-7818-510-4.
- Kay Redfield Jamison, Toccato dal fuoco, TEA, 1993, ISBN 978-88-502-0649-0.
- Kay Redfield Jamison, Rapida scende la notte. Capire il suicidio, TEA, ISBN 88-502-0357-8.
- Alessandra Arachi, Lunatica, Rizzoli, ISBN 978-88-17-01382-6.
- Lizzie Simon, Deviazione, TEA, ISBN 88-502-0463-9.
- Danielle Steel, Brilla una stella. La storia di mio figlio, Sperling & Kupfer, 1998, ISBN 978-88-8274-528-8.
- Michael Greenberg, Il giorno in cui mia figlia impazzì, Biblioteca Universale Rizzoli (BUR), 2010 ISBN 88-17-03981-0